# Lacelle
Lacelle is een gemeente in het Franse departement Corrèze (regio Nouvelle-Aquitaine) en telt 140 inwoners (1999). De plaats maakt deel uit van het arrondissement Tulle.

## Geografie

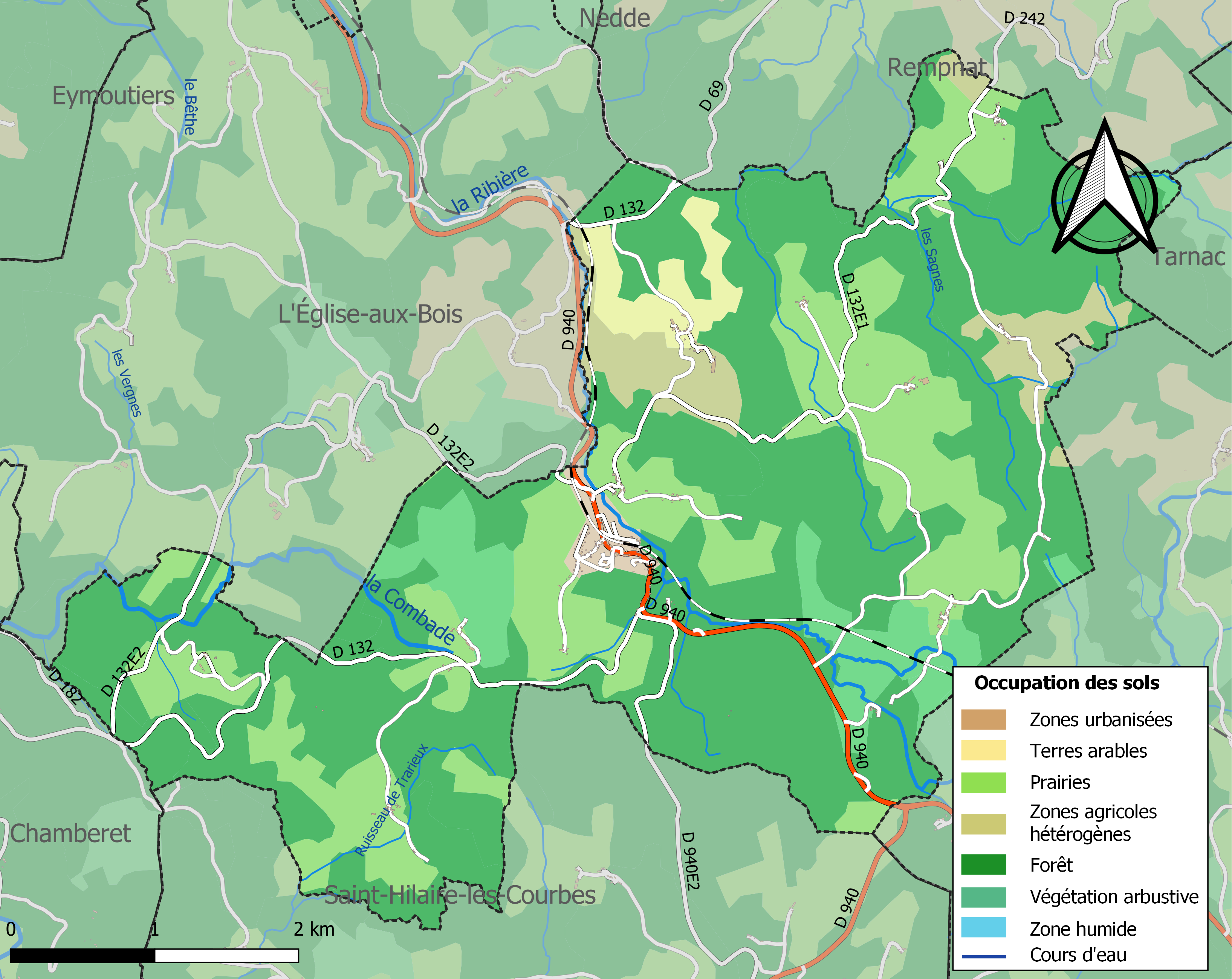
Kaart van de gemeente met de belangrijkste infrastructuur, bodemgebruik en omliggende gemeenten

De oppervlakte van Lacelle bedraagt 20,6 km², de bevolkingsdichtheid is 6,8 inwoners per km².

## Verkeer
In de gemeente ligt de spoorweghalte Lacelle.

## Demografie
Onderstaande figuur toont het verloop van het inwonertal (bron: INSEE-tellingen).